# غاستون بيريرو
غاستون رودريغو بيريرو لوبيز (بالإسبانية: Gastón Rodrigo Pereiro López)‏ هو لاعب كرة قدم أورغواياني في مركز الوسط المهاجم ولد في يوم 11 يونيو 1995 في مونتفيدو. يلعب حالياً مع نادي كالياري وسبق له اللعب مع نادي إنترناسيونال وبي إس في آيندهوفن. في سنة 2017 بدأ باللعب مع منتخب الأوروغواي لكرة القدم، يبلغ طوله 188 سم.

## روابط خارجية
- غاستون بيريرو على موقع الاتحاد الدولي (مؤرشف)  (الإنجليزية)
- غاستون بيريرو على موقع الاتحاد الأوربي (الإنجليزية)
- غاستون بيريرو على موقع إي إس بي إن إف سي (الإنجليزية)
- غاستون بيريرو على موقع قاعدة بيانات كرة القدم.إي يو (الإنجليزية)
- غاستون بيريرو على موقع ناشيونال فوتبول تيمز (الإنجليزية)
- غاستون بيريرو على موقع Soccerway.com (الإنجليزية)
- غاستون بيريرو على موقع عالم كرة القدم.نت (الإنجليزية)
- غاستون بيريرو على موقع AS.com (الإسبانية)